# دور بسيط
دور بسيط ((بالإنجليزية: Bit part)‏) هو دور يجري فيه الممثلون حواراً مع الممثلين ، لكنه لا يشغل أكثر من خمسة أسطر من النص.
على عكس كومبارس ، الذين لا يرتبطون عادة بالممثلين الرئيسيين، يتم ذكر ممثلي دور بسيط في الاعتمادات. الاستثناء هو ظهور الضيف ، حيث يظهر ممثل مشهور أو غيره من المشاهير في الجزء الصغير ولكن لا يُنسب إليه الفضل.